# خط غوستاف

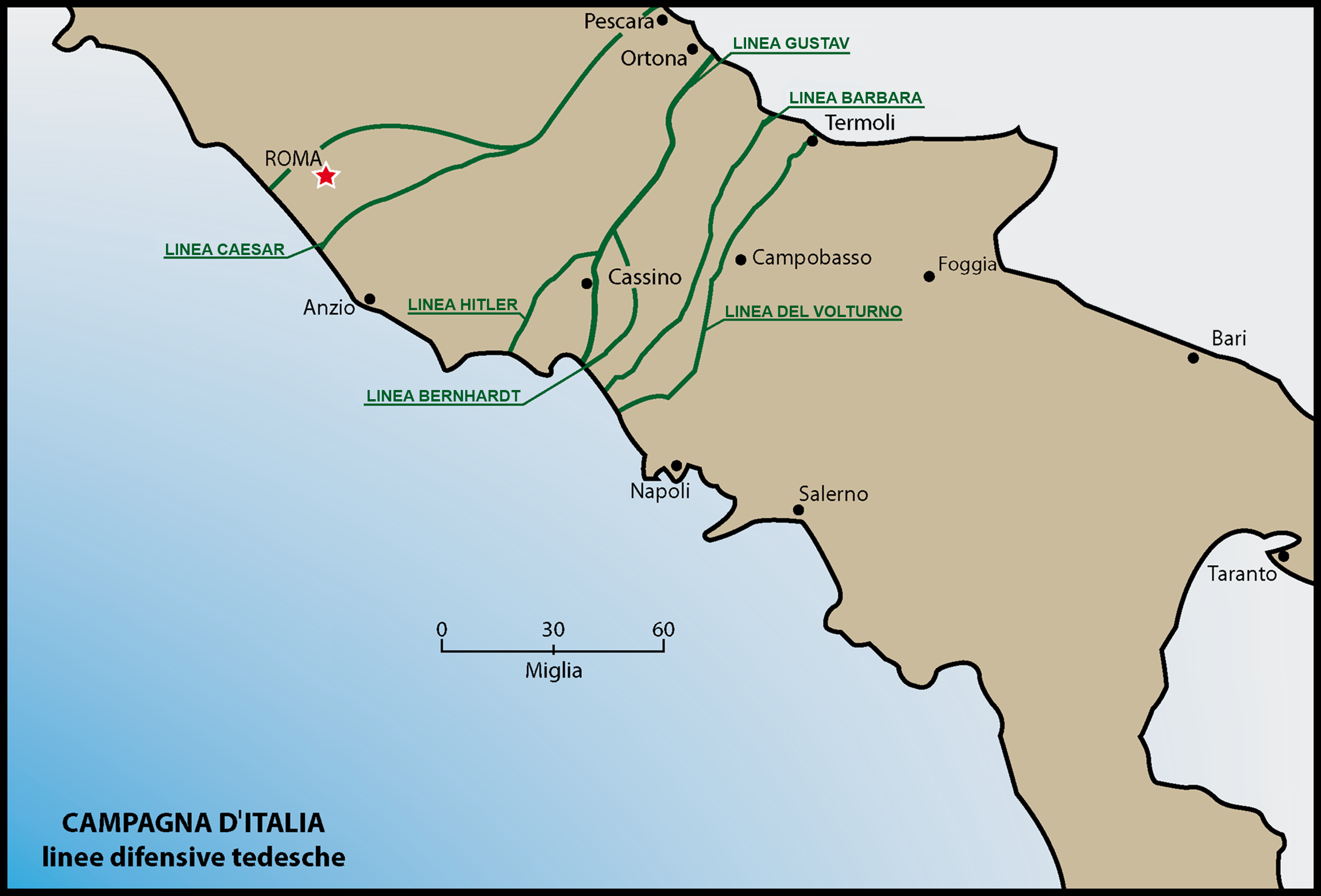
خط قوستاف يظهر باللون الأحمر.

خط قوستاف أو  خط غوستاف  (بالألمانية: Gustav-Linie) خط دفاعي بناه الألمان بعرض شبه الجزيرة الإيطالية قصد تحصين العاصمة الإيطالية روما وحمايتها من هجوم الحلفاء.ويقع الخط جنوب روما بـ 100 كم ويمتد من نقطة التقاء نهر غريليانو مع البحر التيراني في الشرق مرورا بكاسينو في الوسط إلى نقطة التقاء نهر سانقرو مع بحر البنادقة في الغرب.وقد حطم الحلفاء هذا الخط في 18 مايو 1944 بعد صراع مرير.واضطر الألمان إلى التضعضع إلى خط هتلر.

## السياق
بعد أن نجح الحلفاء في غزو صقلية عزموا على غزو إيطاليا.وفي 9 سبتمير 1944 شرع الحلفاء في إنزال ساليرنو (بالإيطالية: Operazione Avalanche)‏.وبدأوا بالتقدم شمالا صوب العاصمة روما.حيث كان الألمان والطليان قد تمترسوا ونصبوا عدد من التحصينات والخطوط الدفاعية كان خط قوستاف من أقواها.والخطوط اللي واجهت الحلفاء منذ نزولهم جنوبا وصعودهم نحو الشمال هي خط فولتورنو ثم خط بربارا ثم خط بيرنهارت ثم خط قوستاف ثم خط هتلر ثم خط سيزار وهو آخر خطوط الدفاع عن روما,والذي بعيد سقوطه فتح الطريق إلى روما.
وبعد الأنتصار باهظ الثمن الذي حققه الحلفاء في معركة مونتي كاسينو تمكنوا من كسر خط قوستاف ومواصلة الطريق نحو روما حتى سقطت روما يوم 4 يونيو 1944.

## إحالات
1. ↑  خطاب الرئيس الأمريكي بمناسبة سقوط روما في أيدي الحلفاء. نسخة محفوظة 05 نوفمبر 2017 على موقع واي باك مشين.